# Oshi no Ko
Oshi no Ko (яп. 【推しの子】 Оси но ко, досл. «Ребёнок кумира») — японская манга, написанная Акой Акасакой и проиллюстрированная Мэнго Ёкояри. Публиковалась в журнале Weekly Young Jump издательства Shueisha с апреля 2020 по ноябрь 2024 года и была издана в шестнадцати томах-танкобонах. Студией Doga Kobo манга адаптирована в формат аниме-сериала, трансляция которого проходила с апреля по июнь 2023 года. Трансляция второго сезона проходила с июля по октябрь 2024 года. В октябре 2024 года был анонсирован третий сезон, премьера которого запланирована на 2026 год. Также манга адаптирована в формат дорамы и продолжающего её сюжет полнометражного игрового фильма, премьера которых состоялась в ноябре и в декабре 2024 года соответственно.
В марте 2025 года российское издательство «Азбука» объявило о приобретении лицензии на издание манги.

## Завязка сюжета
Аквамарин и Руби Хосино — дети-близнецы известного идола Аи Хосино. Оба после рождения помнили свою прошлую жизнь — Аквамарин был врачом, который вёл беременность Аи, а Руби — его пациенткой, больной раком девочкой. Оба были фанатами Аи.
Спустя три года после их перерождения Аи убивают — информацию о том, что у Аи есть дети, и её адрес сливают одному из её поклонников, который обвиняет её во лжи своим фанатам и затем кончает жизнь самоубийством. Аквамарин понимает, что Аи, не общавшаяся ни с кем за пределами медийных личностей, родила детей от известного человека, и только ему она могла дать свой адрес. Он решает найти отца и отомстить ему, для чего становится актёром. Руби же, ещё с прошлой жизни мечтавшая стать идолом, ступает на этот путь.
Эта история раскрывает тёмные стороны японского шоу-бизнеса и проблемы людей, решившихся стать его частью.

## Персонажи
Аквамарин Хосино (яп. 星野 愛久愛海 Хосино Акуамарин) / Аква (яп. アクア Акуа) — главный герой, брат-близнец Руби Хосино. В прошлой жизни — акушер в возрасте около двадцати пяти лет по имени Горо Амамия, который был большим поклонником Аи Хосино и вёл её беременность. Горо был убит её поклонником и переродился в сына Аи по имени Аквамарин. Аквамарин, более известный как Аква, учится в старшей школе «Ёто». После смерти матери он поклялся раскрыть правду о её убийстве. Аква предполагает, что убийство было организовано его неизвестным биологическим отцом, который связан с индустрией развлечений. Он делает карьеру актёра, чтобы найти его и отомстить за смерть матери.
Сэйю: Такэо Оцука (Аква, подросток); Юми Утияма (Аква, в детстве); Кэнто Ито (Горо); исполнение роли: Кайто Сакураи (Аква); Хару Ивакава (Аква, в детстве); Рё Нарита (Горо)
Рубии Хосино (яп. 星野 瑠美衣 Хосино Рубии) / Руби (яп. ルビー Руби:) — сестра-близнец Аквамарина Хосино. В прошлой жизни — неизлечимо больная девочка по имени Сарина Тэндодзи, пациентка тогда ещё интерна Горо. До реинкарнации Сарина была без ума от идолов и мечтала стать одной из них. После смерти матери Руби проходит обучение на идола. В возрасте 14 лет Руби проходила пробы, но ей было отказано из-за ложного телефонного звонка от Аквы, страшащегося, что Руби погибнет, как её мать. Поэтому Руби решает основать свою собственную идол-группу под управлением компании, в которой работала Аи, Strawberry Productions. Идол-группа состоит из Каны Аримы и Мэм-тё.
Сэйю: Юриэ Игома (Руби); Томоё Такаянаги (Сарина); исполнение роли: Нагиса Сайто (Руби); Юна Сайто (Руби, в детстве); Куруми Инагаки (Сарина)
Аи Хосино (яп. 星野 アイ Хосино Аи) — известный идол, мать Аквамарина и Руби. Аи жила в деревне без отца, пропавшего без вести, и матери, которую арестовали. Она выросла в детском доме и в 12 лет получила от президента Strawberry Productions Итиго Сайто предложение стать идолом. Аи не верила, что сможет стать любимцем публики, из-за того, что не знала любви. Итиго объяснил, что она может лгать и притворяться для демонстрации любви к поклонникам. В конце концов она стала лицом идол-группы B-Komachi. В 16 лет Аи была беременна близнецами. Она приняла решение скрыть факт своей беременности и своих детей от общества, чтобы создать семью, и приостановила деятельность в качестве идола. После рождения близнецов, Аквамарина и Руби, она вернулась к работе идола. В 20 лет она сообщила отцу детей о том, что сохранила их, и тот раскрыл её адрес тому же поклоннику, который убил Горо. Тот убил и её за «предательство своих поклонников».
Сэйю: Риэ Такахаси; исполнение роли: Асука Сайто
Кана Арима (яп. 有馬 かな Арима Кана) в детстве считалась актрисой-вундеркиндом, известной под прозвищем «Ребёнок-гений, способный заплакать за 10 секунд» (яп. 10秒で泣ける天才子役 дзю:бё: дэ накэру тэнсай кояку). Впервые Кана встретила Акву в раннем детстве, когда тот согласился сыграть роль её партнёра в фильме. Будучи подростком, она всегда находилась в центре внимания, продюсеры в первую очередь рассматривали на роли её, устраивая прослушивания лишь для проформы, и когда Кана узнала об этом, то приняла решение попридержать свой актёрский талант. Кана вновь встречается с Аквой и Руби в старшей школе и начинает испытывать чувства к Акве. Руби уговаривает Кану, вновь пытающуюся штурмовать Олимп актёрской индустрии, присоединиться к её идол-группе B-Komachi. Кана согласилась и стала центровым идолом группы.
Сэйю: Мэгуми Хан; исполнение роли: Нанока Хара; Юдзуна Като (в детстве)
Аканэ Курокава (яп. 黒川 あかね Курокава Аканэ) — участница театральной труппы Lala Lai, участница подросткового реалити-шоу свиданий «Сейчас начнётся страстная любовь» (яп. 今からガチ恋始めます Има кара гатикой хадзимэмасу, My Love with a Star Begins Now (LoveNow)), где она встречает Акву. Из-за кроткого характера она не раскрывается в шоу, хотя для рекламы своей театральной труппы ей нужно было исполнить более заметную роль. В одном из выпусков LoveNow Аканэ случайно расцарапала лицо одному из персонажей, из-за чего зрители шоу начали травить её в социальных сетях. Прочитав угрозы, Аканэ собиралась покончить жизнь самоубийством. Аква останавливает её и успокаивает. Ближе к концу шоу остальные участники очищают её имидж, выложив в соцсети самодельное видео из закулисья шоу, где все они показаны хорошими друзьями, и в последнем выпуске Аква целует её, чтобы они стали парой по правилам передачи — Аканэ очень умна, и он надеялся это использовать.
Сэйю: Манака Ивами; исполнение роли: Мидзуки Каясима
Мем-тё (яп. MEMちょ Мэму-тё) — 25-летняя звезда YouTube и TikTok, участница LoveNow. Она стремилась стать идолом, но не смогла по семейным обстоятельствам. Мем-тё решила вести прямые трансляции и занизила свой возраст на семь лет, чтобы получить больше подписчиков. После LoveNow Аква зовёт её в B-Komachi. Мэм-тё поначалу отказывается из-за своего возраста, но в конце концов решает присоединиться. Она также помогает группе раскрутиться в социальных сетях.
Сэйю: Руми Окубо; исполнение роли: Ано
Итиго Сайто (яп. 斎藤 壱護 Сайто: Итиго) — президент Strawberry Productions и муж Мияко Сайто. Именно он позвал Аи в B-Komachi, а после рождения близнецов делал вид, что они — их с Мияко дети. После смерти Аи пропал без вести, но Руби находит его за рыбалкой и приходит за советами.
Сэйю: Хисао Эгава; исполнение роли: Котаро Ёсида
Мияко Сайто (яп. 斎藤 ミヤコ Сайто: Мияко) — жена Итиго Сайто, которая после смерти Аи заботится об Акве и Руби. Она управляет Strawberry Productions и поддерживает бизнес на плаву после расформирования оригинальной B-Komachi.
Сэйю: Линн; исполнение роли: Кана Курасина
Тайси Готанда (яп. 五反田 泰志 Готанда Тайси) — кинорежиссёр, снявший Акву в его первом фильме. В подростковом возрасте Аква учится у него приёмам режиссуры и монтажа. По сути, заменил Акве отца.
Сэйю: Ясуюки Касэ; исполнение роли: Нобуаки Канэко
Тайки Химэкава (яп. 姫川 大輝 Химэкава Тайки) — участник театральной труппы Lala Lai, гениальный актёр. Участвует в постановке по манге Абико Самэдзимы Tokyo Blade в роли главного героя Блейда. Заинтересовавшись им, Аква выясняет, что у них с Руби и Тайки общий отец.
Сэйю: Коки Утияма; исполнение роли: Коки Ямасита
Сакуя Камосида (яп. 鴨志田 朔夜 Камосида Сакуя) — член компании 2.5D Productions, продюсирующей театральные постановки по аниме и манге. Смотрит свысока на тех, кто играет хуже него, и отказывается принимать их критику. Участвует в постановке по манге Tokyo Blade в роли Моммэ.
Сэйю: Юсукэ Кобаяси
Абико Самэдзима (яп. 鮫島 アビ子 Самэдзима Абико) — автор манги Tokyo Blade, своенравная молодая девушка.
Сэйю: Аянэ Сакура; исполнение роли: Мирай Сида
GOA — сценарист театральной постановки по манге Tokyo Blade.
Сэйю: Дайсукэ Оно; исполнение роли: Дзюнки Тодзука
Хикару Камики (яп. カミキ ヒカル Камики Хикару)
Сэйю: Мамору Мияно; исполнение роли: Кадзунари Ниномия; Соя Курокава (подросток)
Цукуёми (яп. ツクヨミ)
Сэйю: Хина Кино

## Медиа

### Манга
Oshi no Ko, написанная Акой Акасакой и проиллюстрированная Мэнго Ёкояри, публиковалась в журнале сэйнэн-манги Weekly Young Jump издательства Shueisha с 23 апреля 2020 года по 14 ноября 2024 года. 27 июня 2024 года в 30-м выпуске журнала Weekly Young Jump началась финальная арка серии под названием Hoshi ni Yume ni (яп. 星に夢に Хоси ни юмэ ни, «Навстречу звёздам и мечтам»). 9 октября стало известно, что манга завершится на 166-й главе, которая была опубликована 14 ноября. Всего главы манги были скомпонованы в шестнадцать томов-танкобонов. Первый том поступил в продажу 17 июля 2020 года, последний — 18 декабря 2024 года.
В апреле 2022 года издательство Shueisha начало публиковать перевод глав манги на английском языке в собственном сервисе Manga Plus. В июле 2022 года американское издательство Yen Press объявило о приобретении прав на публикацию манги на английском языке. На территории России манга лицензирована издательством «Азбука» и будет издаваться в формате омнибусов.

#### Список томов
Оригинальное издание
| №  | Дата публикации    | ISBN                                               |
| -- | ------------------ | -------------------------------------------------- |
| 01 | 17 июля 2020 г.    | ISBN 978-4-0889-1650-7                             |
| 02 | 16 октября 2020 г. | ISBN 978-4-0889-1717-7                             |
| 03 | 19 февраля 2021 г. | ISBN 978-4-0889-1801-3                             |
| 04 | 19 мая 2021 г.     | ISBN 978-4-0889-1872-3                             |
| 05 | 18 августа 2021 г. | ISBN 978-4-0889-2056-6                             |
| 06 | 19 ноября 2021 г.  | ISBN 978-4-0889-2135-8                             |
| 07 | 18 февраля 2022 г. | ISBN 978-4-0889-2224-9                             |
| 08 | 17 июня 2022 г.    | ISBN 978-4-0889-2363-5                             |
| 09 | 19 октября 2022 г. | ISBN 978-4-0889-2429-8                             |
| 10 | 19 января 2023 г.  | ISBN 978-4-0889-2535-6                             |
| 11 | 17 марта 2023 г.   | ISBN 978-4-0889-2630-8                             |
| 12 | 19 июля 2023 г.    | ISBN 978-4-0889-2780-0                             |
| 13 | 17 ноября 2023 г.  | ISBN 978-4-0889-3002-2                             |
| 14 | 18 апреля 2024 г.  | ISBN 978-4-0889-3172-2                             |
| 15 | 18 июля 2024 г.    | ISBN 978-4-0889-3303-0                             |
| 16 | 18 декабря 2024 г. | ISBN 978-4-0889-3474-7 ISBN 978-4-0889-3575-1 (СИ) |

Издание на русском
| №  | Дата публикации | ISBN                   |
| -- | --------------- | ---------------------- |
| 01 | 2025 г.         | ISBN 978-5-3892-9412-7 |

### Аниме
Об адаптации манги в формат аниме-сериала было объявлено 10 июня 2022 года. Производством аниме-сериала занялась студия Doga Kobo, режиссёром стал Дайсукэ Хирамаки, помощником режиссёра — Тяо Нэкотоми, сценаристом — Дзин Танака, дизайнером персонажей — Канна Хираяма, а композитором — Такуро Ига. Аниме-сериал транслировался с 12 апреля по 28 июня 2023 года на Tokyo MX и других телеканалах; продолжительность первой серии составляет полтора часа. Предпремьерный показ первой серии состоялся в нескольких кинотеатрах Японии 17 марта этого же года. Открывающая музыкальная тема аниме-сериала — «Idol» (яп. アイドル Айдору, «Идол»), исполненная дуэтом Yoasobi; закрывающая — «Mephisto» (яп. メフィスト Мэфисуто, «Мефисто»), исполненная группой Queen Bee.
В день показа одиннадцатой серии был анонсирован второй сезон аниме-сериала; его премьера состоялась 3 июля 2024 года. Предпремьерный показ первой серии второго сезона состоялся 30 июня. Открывающая музыкальная тема второго сезона — «Fatal» (яп. ファタール Фата:ру, «Рок»), исполненная дуэтом GEMN (состоит из Кэнто Накадзимы и Тацуи Китани); закрывающая — «Burning», исполненная группой Hitsujibungaku.
6 октября 2024 года, в день показа двадцать четвёртой серии, состоялся анонс третьего сезона. Его премьера запланирована на 2026 год.
В Северной Америке аниме-сериал лицензирован компанией Sentai Filmworks и транслируется посредством сервиса HIDIVE, а на территории России — сервисом «Амедиатека».

#### Список серий первого сезона
| № общий | № в сезоне | Название                                                        | Режиссёр                                                             | Премьера в Японии |
| ------- | ---------- | --------------------------------------------------------------- | -------------------------------------------------------------------- | ----------------- |
| 01      | 01         | Мать и дитя «Mother and Children»                               | Дайсукэ Хирамаки, Тяо Нэкотоми, Асами Накатани, Рёта Ито, Ким Сонмин | 12 апреля 2023 г. |
| 02      | 02         | Третий вариант «Митцумэ но сэнтакуси» (三つ目の選択肢)          | Ким Сонмин                                                           | 19 апреля 2023 г. |
| 03      | 03         | Сериал, снятый по манге «Манга гэнсаку дорама» (漫画原作ドラマ) | Коки Утиномия                                                        | 26 апреля 2023 г. |
| 04      | 04         | Актёры «Якуся» (役者)                                           | Куниясу Нисина                                                       | 3 мая 2023 г.     |
| 05      | 05         | Реалити-шоу «Рэнъай риарити: сё:» (恋愛リアリティショー)        | Ким Сонмин                                                           | 10 мая 2023 г.    |
| 06      | 06         | Эгосёрфинг «Эго са:ти» (エゴサーチ)                             | Куниясу Нисина                                                       | 17 мая 2023 г.    |
| 07      | 07         | Шумиха «Бадзу» (バズ)                                           | Ясухиро Ириэ                                                         | 24 мая 2023 г.    |
| 08      | 08         | В первый раз «Хадзимэтэ» (初めて)                               | Дайсукэ Хирамаки                                                     | 7 июня 2023 г.    |
| 09      | 09         | «Би-Комачи» «Би: Комати» (B小町)                                | Коки Утиномия, Ким Сонмин, Дайсукэ Хирамаки                          | 14 июня 2023 г.   |
| 10      | 10         | Давление «Пурэсся:» (プレッシャー)                              | Юдзи Токуно                                                          | 21 июня 2023 г.   |
| 11      | 11         | Айдол «Айдору» (アイドル)                                       | Куниясу Нисина, Дайсукэ Хирамаки                                     | 28 июня 2023 г.   |

#### Список серий второго сезона
| № общий | № в сезоне | Название                                        | Режиссёр                                       | Премьера в Японии   |
| ------- | ---------- | ----------------------------------------------- | ---------------------------------------------- | ------------------- |
| 12      | 01         | Токио Блейд «То:кё: Бурэйдо» (東京ブレイド)     | Куниясу Нисина                                 | 3 июля 2024 г.      |
| 13      | 02         | Испорченный телефон «Дэнгон гэ:му» (伝言ゲーム) | Кадзуэ Комацу                                  | 10 июля 2024 г.     |
| 14      | 03         | Переработка «Рирайтингу» (リライティング)       | Дайсукэ Нисимура                               | 17 июля 2024 г.     |
| 15      | 04         | Игра «В мясо» «Кандзё: энги» (感情演技)         | Коки Утиномия                                  | 24 июля 2024 г.     |
| 16      | 05         | Занавес поднимается «Каймаку» (開幕)            | Кадзума Огасавара                              | 31 июля 2024 г.     |
| 17      | 06         | Рост «Сэйтё:» (成長)                            | Тяо Нэкотоми                                   | 7 августа 2024 г.   |
| 18      | 07         | Солнце «Тайо:» (太陽)                           | Куниясу Нисина                                 | 14 августа 2024 г.  |
| 19      | 08         | Триггер «Торига:» (トリガー)                    | Куниясу Нисина, Тяо Нэкотоми, Дайсукэ Хирамаки | 21 августа 2024 г.  |
| 20      | 09         | Мечта «Юмэ» (夢)                                | Дайсукэ Хирамаки, Кадзуэ Комацу                | 28 августа 2024 г.  |
| 21      | 10         | Освобождение «Кайхо:» (カイホウ)                | Дайсукэ Нисимура                               | 11 сентября 2024 г. |
| 22      | 11         | Свобода «Дзию:» (自由)                          | Такаси Такэути, Сё Китамура                    | 18 сентября 2024 г. |
| 23      | 12         | Воссоединение «Сайкай» (再会)                   | Куниясу Нисина                                 | 25 сентября 2024 г. |
| 24      | 13         | Желание «Нэгай» (願い)                          | Дайсукэ Хирамаки                               | 6 октября 2024 г.   |

### Романы
17 ноября 2023 года под импринтом Jump J-Books издательства Shueisha был выпущен роман Oshi no Ko: Ichiban Hoshi no Spica (яп. 【推しの子】 ～一番星のスピカ～ Оси но ко ~ Итибан хоси но супика ~, букв. «Ребёнок кумира: Спика — вечерняя звезда»), автором которого стал Хадзимэ Танака. Является спин-оффом основной серии и содержит бонусную историю, написанную Акой Акасакой.
Второй роман Oshi no Ko: Futari no Etude (яп. 【推しの子】 ～二人のエチュード～ Оси но ко ~ Футари но этю:до ~, букв. «Ребёнок кумира: Этюд на двоих»), главными героинями которого стали Кана Арима и Аканэ Курокава, выпущен 18 декабря 2024 года.
Правами на выпуск первого тома на территории США, как и правами на оригинальную мангу, обладает издательство Yen Press.
| №  | Дата публикации    | ISBN                   |
| -- | ------------------ | ---------------------- |
| 01 | 17 ноября 2023 г.  | ISBN 978-4-0870-3540-7 |
| 02 | 18 декабря 2024 г. | ISBN 978-4-0870-3554-4 |

### Киноадаптации
В январе 2024 года было объявлено об адаптации сюжета манги в формат полнометражного игрового фильма и дорамы. Дистрибьютором фильма на территории Японии выступила компания Toei; эксклюзивные права на показ дорамы по всему миру получил стриминговый сервис Amazon Prime Video. На должность режиссёра фильма был назначен кинематографист с мононимом Смит, а режиссёрами дорамы — Смит и Хана Мацумото. Сценаристом киноадаптаций стала Аяко Китагава, композитором — группа fox capture plan, а продюсером — Рюсукэ Имото. Первые шесть серий дорамы были показаны 28 ноября 2024 года, седьмая и восьмая — 5 декабря. Премьера фильма-продолжения с подзаголовком The Final Act (с англ. — «Финальный акт») состоялась 20 декабря 2024 года. Закрывающая музыкальная тема фильма — «Shining Song», исполненная B-Komachi.

#### Тематические песни дорамы
Каждая из восьми серий дорамы содержит отдельную тематическую песню.
| №         | Композиция                             | Исполнитель           |
| --------- | -------------------------------------- | --------------------- |
| 1         | «Akuma» (яп. アクマ)                   | My First Story        |
| 2         | «Soso Fuitsu» (яп. 草々不一)           | Rokudenashi           |
| 3         | «Orange Juice» (яп. オレンジユース)    | Da-ice                |
| 4         | «Past die Future»                      | I’s                   |
| 5         | «Ee gana» (яп. ええがな)               | Yabai T-Shirts Yasan  |
| 6         | «Ranran Rhapsody» (яп. 爛々ラプソディ) | Wanima                |
| 7         | «Ugoku Ten P» (яп. 動く点P)            | Suiyōbi no Campanella |
| 8         | «Revenge»                              | Umeda Cypher          |
| Источник: |                                        |                       |

### Спектакль
В августе 2024 года было объявлено об адаптации сюжетной арки манги «2,5D-спектакль» в формат спектакля, постановка которого будет проходить с 13 по 22 декабря 2024 года на сцене театра «H» в Токио и с 26 по 29 декабря на сцене Художественного театра «Умэда» в Осаке. Режиссёром, сценаристом и автором песен стал Норихито Накаясики, а композиторами — Сюнсукэ Вада и NeruHaruki.

### Видеоигра
2 февраля 2025 года состоялся анонс видеоигры для смартфонов в жанре головоломка. К её разработке приступила южнокорейская компания NHN Entertainment в партнёрстве с японской Kadokawa Corporation.

## Приём

### Рейтинги и продажи
В ежегодном справочнике Kono Manga ga Sugoi! издательства Takarajimasha манга заняла одиннадцатое место в списке лучшей манги 2021 года для читателей-мужчин. В этом же рейтинге за 2022 год манга заняла седьмое место. В рейтингах «Комиксы 2021 года, рекомендованные сотрудниками национальных книжных магазинов» и «Комиксы 2021 года, рекомендованные издателями комиксов» интернет-магазина Honya Club манга заняла четвёртое место. В декабре 2021 года журнал Da Vinci издательства Media Factory в выпуске за январь 2022 года поставил мангу на тринадцатое место в рейтинге «Книга года». В этом же рейтинге за январь 2023 года манга заняла двадцать пятое место, за январь 2024 года — пятое, а за январь 2025 года — пятнадцатое. В опросе «Самая желанная аниме-адаптация манги», результаты которого были объявлены в рамках аниме-выставки AnimeJapan в марте 2022 года, Oshi no Ko заняла пятое место.
По данным на апрель 2021 года совокупный тираж первых трёх томов манги составил более одного миллиона проданных копий. По состоянию на июнь 2022 года общий тираж манги превысил 3 миллиона проданных копий. По данным на 31 мая 2023 года общий тираж манги составляет более 9 миллионов проданных копий. К 10 июля общее число проданных копий манги достигло 12 миллионов. По данным чарта Oricon, десятый, одиннадцатый и двенадцатый тома манги за год продаж (ноябрь 2022 — ноябрь 2023) разошлись в количестве 529 138, 520 936 и 480 499 копий соответственно.

### Награды и номинации

#### Манга
| Год  | Награда                               | Результат | Категория             | Прим.         |
| ---- | ------------------------------------- | --------- | --------------------- | ------------- |
| 2021 | Манга тайсё                           | 5-е место | Лучшая манга          | [ 76 ] [ 77 ] |
| 2021 | Премия манги Shogakukan               | Номинация | Общая категория       | [ 78 ]        |
| 2021 | Next Manga Award                      | Победа    | Лучшая печатная манга | [ 79 ]        |
| 2021 | Tsutaya Comic Award                   | 3-е место | Гран-при              | [ 80 ] [ 81 ] |
| 2022 | Культурная премия имени Осаму Тэдзуки | Номинация | Культурная премия     | [ 82 ]        |
| 2022 | Манга тайсё                           | 8-е место | Лучшая манга          | [ 83 ] [ 84 ] |
| 2022 | Премия манги Коданся                  | Номинация | Общая категория       | [ 85 ]        |
| 2024 | Культурная премия имени Осаму Тэдзуки | Номинация | Культурная премия     | [ 86 ]        |
| 2024 | Премия манги Коданся                  | Номинация | Общая категория       | [ 87 ]        |
| 2025 | Культурная премия имени Осаму Тэдзуки | Номинация | Культурная премия     | [ 88 ]        |

#### Аниме
| Год  | Награда                    | Результат  | Категория                                        | Номинант                                                                                    | Прим.  |
| ---- | -------------------------- | ---------- | ------------------------------------------------ | ------------------------------------------------------------------------------------------- | ------ |
| 2023 | Newtype Anime Awards       | 2-е место  | Лучшая музыкальная тема                          | «Idol» от Yoasobi                                                                           | [ 89 ] |
| 2023 | Newtype Anime Awards       | 5-е место  | Лучший женский персонаж                          | Аи Хосино                                                                                   | [ 89 ] |
| 2023 | Newtype Anime Awards       | 9-е место  | Лучший женский персонаж                          | Руби Хосино                                                                                 | [ 89 ] |
| 2023 | Newtype Anime Awards       | 10-е место | Лучший мужской персонаж                          | Аквамарин Хосино                                                                            | [ 89 ] |
| 2023 | Newtype Anime Awards       | 10-е место | Лучший саундтрек                                 | Такуро Ига                                                                                  | [ 89 ] |
| 2024 | Anime Trending Awards      | 2-е место  | Аниме года                                       | Oshi no Ko                                                                                  | [ 90 ] |
| 2024 | Anime Trending Awards      | Победа     | Аниме года в жанре драма                         | Oshi no Ko                                                                                  | [ 91 ] |
| 2024 | Anime Trending Awards      | Победа     | Девушка года                                     | Кана Арима                                                                                  | [ 91 ] |
| 2024 | Anime Trending Awards      | 4-е место  | Девушка года                                     | Аканэ Курокава                                                                              | [ 90 ] |
| 2024 | Anime Trending Awards      | 12-е место | Девушка года                                     | Руби Хосино                                                                                 | [ 90 ] |
| 2024 | Anime Trending Awards      | Победа     | Девушка года — второй план                       | Кана Арима                                                                                  | [ 91 ] |
| 2024 | Anime Trending Awards      | 2-е место  | Девушка года — второй план                       | Аканэ Курокава                                                                              | [ 90 ] |
| 2024 | Anime Trending Awards      | 2-е место  | Детективное или психологическое аниме года       | Oshi no Ko                                                                                  | [ 90 ] |
| 2024 | Anime Trending Awards      | 4-е место  | Лучшая актриса озвучивания                       | Манака Ивами в роли Аканэ Курокавы                                                          | [ 90 ] |
| 2024 | Anime Trending Awards      | 3-е место  | Лучшая режиссура и раскадровка                   | Куниясу Нисина за шестую серию «Эгосёрфинг»                                                 | [ 90 ] |
| 2024 | Anime Trending Awards      | Победа     | Лучший адаптированный сценарий                   | Дзин Танака                                                                                 | [ 91 ] |
| 2024 | Anime Trending Awards      | 2-е место  | Лучший актёр озвучивания                         | Такэо Оцука в роли Аквы Хосино                                                              | [ 90 ] |
| 2024 | Anime Trending Awards      | Победа     | Лучший дизайн персонажей                         | Канна Хираяма                                                                               | [ 91 ] |
| 2024 | Anime Trending Awards      | Победа     | Лучший подбор голосов                            | Oshi no Ko                                                                                  | [ 91 ] |
| 2024 | Anime Trending Awards      | Победа     | Опенинг года                                     | «Idol» от Yoasobi                                                                           | [ 91 ] |
| 2024 | Anime Trending Awards      | 3-е место  | Парень года                                      | Аква Хосино                                                                                 | [ 90 ] |
| 2024 | Anime Trending Awards      | 4-е место  | Эндинг года                                      | «Mephisto» от Queen Bee                                                                     | [ 90 ] |
| 2024 | Crunchyroll Anime Awards   | Номинация  | Аниме года                                       | Oshi no Ko                                                                                  | [ 92 ] |
| 2024 | Crunchyroll Anime Awards   | Номинация  | Лучшая драма                                     | Oshi no Ko                                                                                  | [ 92 ] |
| 2024 | Crunchyroll Anime Awards   | Победа     | Лучшая песня в аниме                             | «Idol» от Yoasobi                                                                           | [ 92 ] |
| 2024 | Crunchyroll Anime Awards   | Номинация  | Лучшая работа художника-постановщика             | Oshi no Ko                                                                                  | [ 92 ] |
| 2024 | Crunchyroll Anime Awards   | Номинация  | Лучший актёр дубляжа (французский)               | Мартин Фалью в роли Аквамарина Хосино                                                       | [ 92 ] |
| 2024 | Crunchyroll Anime Awards   | Номинация  | Лучший дизайн персонажей                         | Oshi no Ko                                                                                  | [ 92 ] |
| 2024 | Crunchyroll Anime Awards   | Номинация  | Лучший новый сериал                              | Oshi no Ko                                                                                  | [ 92 ] |
| 2024 | Crunchyroll Anime Awards   | Номинация  | Лучший опенинг                                   | «Idol» от Yoasobi                                                                           | [ 92 ] |
| 2024 | Crunchyroll Anime Awards   | Номинация  | Лучший персонаж второго плана                    | Кана Арима                                                                                  | [ 92 ] |
| 2024 | Crunchyroll Anime Awards   | Номинация  | Лучший режиссёр                                  | Дайсукэ Хирамаки                                                                            | [ 92 ] |
| 2024 | Crunchyroll Anime Awards   | Номинация  | Лучший саундтрек                                 | Oshi no Ko                                                                                  | [ 92 ] |
| 2024 | Crunchyroll Anime Awards   | Номинация  | Лучший эндинг                                    | «Mephisto» от Queen Bee                                                                     | [ 92 ] |
| 2024 | Reddit Anime Awards        | Победа     | Лучший дизайн персонажей (выбор зрителей)        | Oshi no Ko                                                                                  | [ 93 ] |
| 2024 | Reddit Anime Awards        | Победа     | Лучший опенинг (выбор зрителей)                  | «Idol» от Yoasobi                                                                           | [ 93 ] |
| 2024 | Reddit Anime Awards        | Победа     | Лучший оригинальный саундтрек (выбор зрителей)   | Oshi no Ko                                                                                  | [ 93 ] |
| 2024 | Reddit Anime Awards        | Победа     | Лучший эндинг (выбор зрителей)                   | «Mephisto» от Queen Bee                                                                     | [ 93 ] |
| 2024 | Tokyo Anime Award Festival | Победа     | Анимация года (телевидение)                      | Oshi no Ko                                                                                  | [ 94 ] |
| 2025 | Anime Trending Awards      | 10-е место | Аниме года                                       | Oshi no Ko (2-й сезон)                                                                      | [ 95 ] |
| 2025 | Anime Trending Awards      | Победа     | Девушка года                                     | Кана Арима                                                                                  | [ 96 ] |
| 2025 | Anime Trending Awards      | 7-е место  | Девушка года                                     | Аканэ Курокава                                                                              | [ 95 ] |
| 2025 | Anime Trending Awards      | 3-е место  | Детективное или психологическое аниме года       | Oshi no Ko (2-й сезон)                                                                      | [ 95 ] |
| 2025 | Anime Trending Awards      | Победа     | Драматическое аниме года                         | Oshi no Ko (2-й сезон)                                                                      | [ 96 ] |
| 2025 | Anime Trending Awards      | 4-е место  | Лучшая актриса озвучивания                       | Мэгуми Хан в роли Каны Аримы                                                                | [ 95 ] |
| 2025 | Anime Trending Awards      | 7-е место  | Лучшая анимация                                  | Аяка Мурога, Харука Инадэ, Хонока Ёкояма, Канна Хираяма, Сатоми Ватанабэ, Юта Кэвин Кэммоцу | [ 95 ] |
| 2025 | Anime Trending Awards      | 6-е место  | Лучшая режиссура и раскадровка                   | Куниясу Нисина за седьмую серию второго сезона «Солнце»                                     | [ 95 ] |
| 2025 | Anime Trending Awards      | 6-е место  | Лучший подбор голосов                            | Oshi no Ko (2-й сезон)                                                                      | [ 95 ] |
| 2025 | Anime Trending Awards      | 8-е место  | Лучший саундтрек                                 | Такуро Ига                                                                                  | [ 95 ] |
| 2025 | Anime Trending Awards      | 6-е место  | Опенинг года                                     | «Fatal» от GEMN                                                                             | [ 95 ] |
| 2025 | Anime Trending Awards      | 7-е место  | Пара или шип года                                | Аква и Кана                                                                                 | [ 95 ] |
| 2025 | Anime Trending Awards      | 9-е место  | Пара или шип года                                | Аква и Аканэ                                                                                | [ 95 ] |
| 2025 | Anime Trending Awards      | 7-е место  | Парень года                                      | Аква Хосино                                                                                 | [ 95 ] |
| 2025 | Anime Trending Awards      | 4-е место  | Парень года — второй план                        | Мелт Нарусима                                                                               | [ 95 ] |
| 2025 | Anime Trending Awards      | Победа     | Эндинг года                                      | «Burning» от Hitsujibungaku                                                                 | [ 96 ] |
| 2025 | Crunchyroll Anime Awards   | Номинация  | Лучшая драма                                     | Oshi no Ko (2-й сезон)                                                                      | [ 97 ] |
| 2025 | Crunchyroll Anime Awards   | Номинация  | Лучшая песня в аниме                             | «Fatal» от GEMN                                                                             | [ 97 ] |
| 2025 | Crunchyroll Anime Awards   | Номинация  | Лучший онгоинг                                   | Oshi no Ko (2-й сезон)                                                                      | [ 97 ] |
| 2025 | Crunchyroll Anime Awards   | Номинация  | Лучший опенинг                                   | «Fatal» от GEMN                                                                             | [ 97 ] |
| 2025 | Crunchyroll Anime Awards   | Номинация  | Лучший эндинг                                    | «Burning» от Hitsujibungaku                                                                 | [ 97 ] |
| 2025 | Japan Expo Awards          | Номинация  | Премия «Дарума» за лучшее аниме                  | Oshi no Ko (2-й сезон)                                                                      | [ 98 ] |
| 2025 | Japan Expo Awards          | Номинация  | Премия «Дарума» за лучшее аниме в жанре саспенс  | Oshi no Ko (2-й сезон)                                                                      | [ 98 ] |
| 2025 | Japan Expo Awards          | Номинация  | Премия «Дарума» за лучший опенинг                | «Fatal» от GEMN                                                                             | [ 98 ] |
| 2025 | Japan Expo Awards          | Номинация  | Премия «Дарума» за лучший оригинальный саундтрек | Такуро Ига                                                                                  | [ 98 ] |
| 2025 | Japan Expo Awards          | Номинация  | Премия «Дарума» за лучший эндинг                 | «Burning» от Hitsujibungaku                                                                 | [ 98 ] |

### Критика
В обзоре первого тома манги автор Anime News Network Ребекка Сильверман отмечает, что его не стоит судить по обложке: история повествует не о юных и невинных идолах из историй вроде Love Live!, а о девушке, прекрасно понимающей, что не может любить своих фанатов, и потому обманывающей их на этот счёт. По уровню погружения в пучины ужасов шоу-бизнеса история тем не менее не дотягивает до Perfect Blue и даже содержит неплохие комедийные элементы, но автор обзора внесла такие эмоциональные качели в список минусов. Рисунок она похвалила, хотя и назвала перегруженным. Главной идеей истории она считает понимание концептов любви и семьи.